# 39-й стрелковый корпус
39-й стрелковый корпус — подразделение Красной армии.

## Общие сведения
39-й стрелковый корпус был сформирован в июне 1936 года в составе Приморской группы войск ОКДВА. Соединения и части корпуса были использованы во время боёв на озере Хасан летом 1938 года. 
В состав 39-го корпуса вошли: 40-я, командир — полковник В. К. Базаров, 32-я, командир — полковник Н. Э. Берзарин, 39-я, командир — комбриг К. Е. Куликов, стрелковые дивизии и 2-я механизированная бригада, командир — полковник А. П. Панфилов.
Командиром 39-го корпуса в период боёв на Хасане был комкор Григорий Михайлович Штерн (он же одновременно — начальник штаба Дальневосточного фронта). 
Штерн к 5 августа разработал план операции против японцев, который предусматривал одновременными ударами с севера и юга зажать и уничтожить войска «ворвавшихся самураев» в полосе между рекой Тумень-Ула и озером Хасан. В результате операции, проведённой силами 39-го корпуса и ВВС, командующий — комбриг П. В. Рычагов, уже 9 августа вся территория, захваченная ранее противником, была возвращена СССР. Японцы контратаковали, однако, понеся от Штерна большие потери, уже 10 августа были вынуждены отступить, а 11 августа военные действия были прекращены по инициативе японской стороны.

### Командование
- Смирнов, Андрей Кириллович, комдив (09.06.1936 - 07.1937)
- Сергеев, Всеволод Николаевич, комбриг, с 04.11.1938 комдив (14.06.1938 по 22.06.1940)
- Голубовский, Василий Степанович, генерал-лейтенант, (1941 по 11.03.1941)

### Командующий артиллерией
- Клюев, Иван Антонович, генерал-майор артиллерии (август 1945 года)[1]